# Estela funerària discoïdal (Maldà)
L'estela funerària discoïdal inicialment estava a l'interior del cementiri de Maldà, però es recuperà com a element decoratiu en aquest antic portal de l'entrada. Està inclosa a l'Inventari del Patrimoni Arquitectònic de Catalunya.

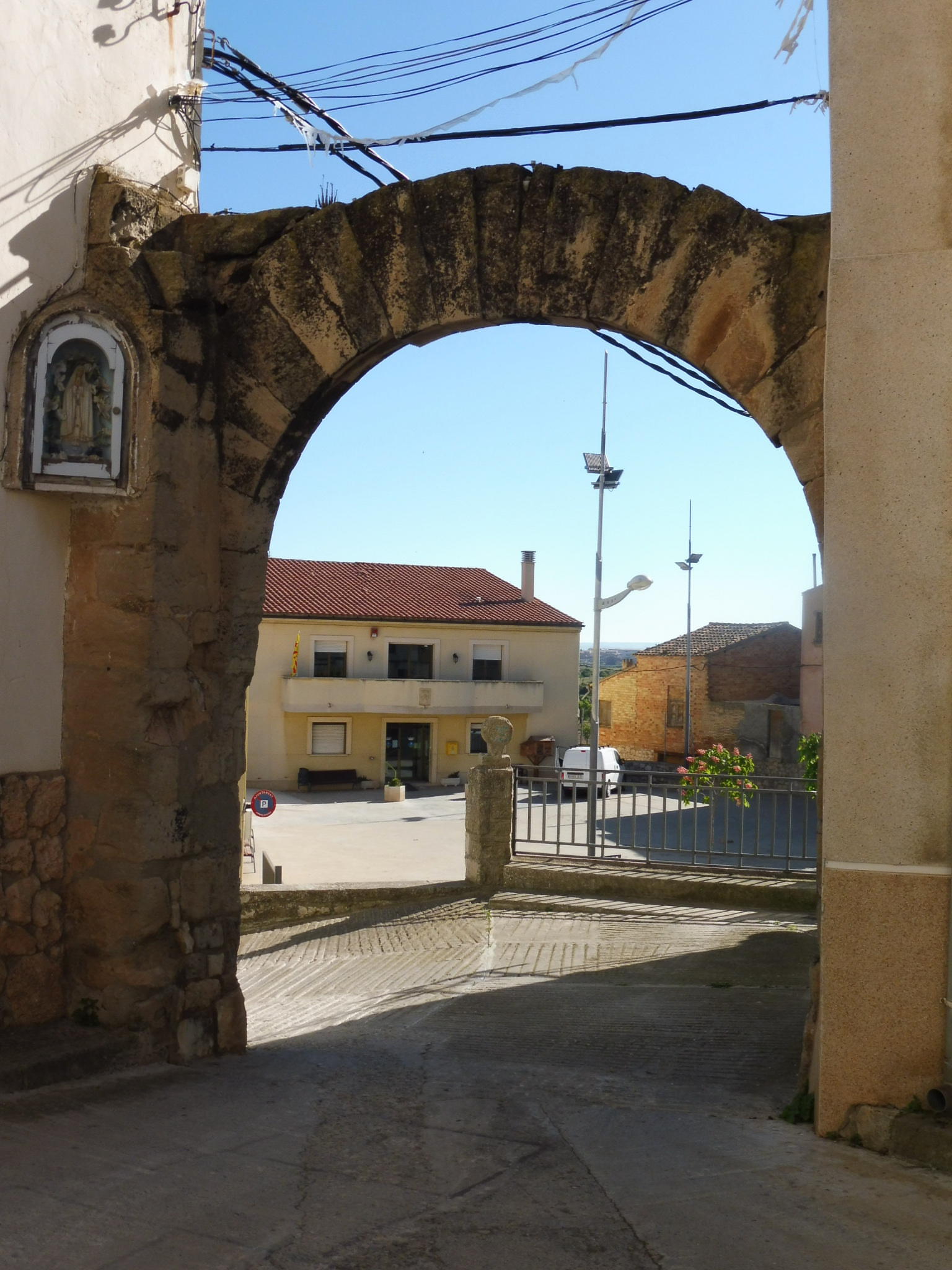
L'estela des del portal

L'estela està encastada al capdamunt d'un dels murs que donen accés a un dels portals d'entrada al poble de Maldà. És del tipus cua d'oreneta i es troba formada pel cos i el cap. El cos de l'estela ha estat adossat per la part baixa a un mur, deixant sobresortir gran part del cos i el cap de l'estela, cosa que permet observar l'estela per les dues bandes. Per una de les cares del cap de l'estela encara s'hi percep lleugerament les restes d'un baix relleu molt erosionat i desgastat pel pas del temps, on es localitza el tema de la sexifòlia, molt habitual en les esteles funeràries discoïdals urgellenques. Aquest tema iconogràfic fa al·lusió a la flor de la vida, o al pas cap a una segona vida després de la mort. Al revers de l'estela l'erosió no permet veure cap motiu decoratiu.